# تسمم بالهيدروكربونات
التسمم الهيدروكربوني أو التسمم بالهيدروكربونات هو إما ابتلاع أو استنشاق الهيدروكربونات. قد يؤدي ابتلاع الهيدروكربونات إلى ظهور أعراض تشمل السعال أو القيء. وقد يؤدي استنشاق المواد الهيدروكربونية إلى انخفاض نسبة الأكسجين في الدم وضيق التنفس. قد تشمل المضاعفات الارتباك أو النوبات.
يمكن أن تشتمل الهيدروكربونات على البنزين، أو الزيوت المعدنية، أو مخفف الطلاء.. وقد يكون التعرض للهيدروكربونات جهازيًا، مما يؤثر على العديد من أجهزة الجسم.

### التأثيرات الرئوية
قد يؤدي الاستنشاق أو الشفط إلى متلازمة مجرى الهواء التفاعلي الشبيهة بالربو بالإضافة إلى التهاب رئوي كيميائي. يتميز الهيدروكربون بتوتر سطحي منخفض ولزوجة منخفضة، وبالتالي فهو يتغلغل عميقًا في الرئتين. وهذا يؤدي إلى التهاب رئوي ناخر حاد. قد تدمر المواد الكيميائية أيضًا المواد الخافضة للتوتر السطحي وظهارة مجرى الهواء والحواجز السنخية والشعيرات الدموية الرئوية، مما يؤدي إلى الالتهاب والانخماص والحمى. تظهر الأعراض عادةً على شكل سعال و/أو ضيق في التنفس.

### تأثيرات الجهاز العصبي المركزي
يمكن أن تكون تأثيرات الجهاز العصبي المركزي قصيرة وطويلة الأجل. في الحالات الحادة، يمكن رؤية الاكتئاب العام مع ثقل الكلام، والارتباك، والصداع، والدوخة، وترنح، والإغماء، والغثيان، والهلوسة، والإثارة، والسلوك العنيف، ونشاط النوبات. الآلية الدقيقة التي تؤثر بها الهيدروكربونات على الجهاز العصبي المركزي ليست معروفة تمامًا؛ ومع ذلك، تظهر بعض الدراسات أن الهيدروكربونات قد تؤثر على مستقبلات NMDA، والسيروتونين، والنيكوتينيك، والغلوتامات، وقنوات الأيونات ذات الجهد الكهربي، ومسارات الدوبامين وGABA في الدماغ. قد تكون بعض التأثيرات أيضًا بسبب استقلاب الهيدروكربون إلى سم عصبي. التعرض لفترات طويلة، كما هو الحال في التعرض في مكان العمل، يمكن أن يؤدي أيضًا إلى اعتلال الأعصاب، وانخفاض حجم الدماغ، واعتلال الدماغ.
قد يحدث عدم انتظام ضربات القلب بعد التعرض. قد تزيد الهيدروكربونات، ومعظمها في شكل مهلجنة، من حساسية عضلة القلب للإبينفرين، مما يؤدي إلى عدم إرواء النظم. قد يكون لها أيضًا تأثير مؤثر في التقلص العضلي سلبي وتأثيرات مؤثرة في التقلص العضلي وتأثيرات مؤثرة على عضلة القلب. الآلية الدقيقة غير معروفة ولكن يبدو أنها ترجع إلى تغير وظيفة قنوات الكالسيوم والبوتاسيوم والصوديوم في عضلة القلب. قد يظهر لدى المتعاطين المزمنين نفخات مرتبطة بارتفاع ضغط الدم الرئوي مثل الحمل S2. تأثيرات على الجهاز الهضمي
قد يسبب الابتلاع تهيج الجهاز الهضمي وانهيار الظهارة، مما يؤدي إلى الغثيان والقيء وآلام البطن وقيء الدم. بعض المذيبات قد تؤدي إلى تسمم الكبد. قد يؤدي القيء الهيدروكربوني إلى الاستنشاق والالتهاب الرئوي. تأثيرات على الكلى
قد تسبب الهيدروكربونات (بسبب التولوين في الغالب) حماضًا استقلابيًا، مما يؤدي إلى الحماض الأنبوبي الكلوي، وحصوات المسالك البولية، والتهاب كبيبات الكلى، وفرط كلوريد الدم، ونقص بوتاسيوم الدم. قد يؤدي سوء الاستخدام إلى إصابة الأنابيب القريبة والبعيدة. تأثيرات جلدية
قد يسبب تعرض الجلد تهيجًا خفيفًا، أو مع التعرض لفترة طويلة، قد تسبب حروقًا كيميائية تتراوح من الحروق السطحية إلى الحروق الكاملة. قد تؤدي الحروق ذات السماكة الكاملة إلى أعراض جهازية. يُعرف تهيج الجلد الموجود حول الفم باسم "طفح شم الغراء". قد تظهر الآفات الجلدية على شكل فقاعات أو تقرحات. تشمل المظاهر الجلدية الأخرى اليرقان و/أو تهيج الأغشية المخاطية.

## العلاج
العلاج هو الرعاية الداعمة. ولا يُنصح ببذل الجهود لتفريغ المعدة.